# Peron Islands
Die Peron Islands sind eine kleine australische Inselgruppe vor der Westküste des Northern Territory. Sie liegen in der Anson Bay knapp 5 km westlich der Ansiedlung von Channel Point und 22 km nordwestlich der Mündung des Daly River.
Die Gruppe besteht aus zwei flachen Sandinseln mit einer Gesamtfläche von 24,6 km. Zwischen dem deutlich größeren North Peron Island (19,1 km²) und dem südöstlich hiervon gelegenen South Peron Island (5,5 km²) befindet sich ein 2,5 km breiter, jedoch sehr seichter Kanal (The Causeway). North Peron Island erreicht in einem grasbewachsenen Hügel im Norden eine Höhe von fast 30 Metern. Im Übrigen sind die Inselufer von Mangroven bewachsen.
Die Inseln sind unbewohnt. Sie werden allerdings häufig von Seglern und Sportfischern angesteuert.